# Jaroszlav Pavlovics Popovics
Jaroszlav Pavlovics Popovics (ukránul: Ярослав Павлович Попович; Kalinyiv, 1980. január 4. –) ukrán profi kerékpáros, a Team RadioShack versenyzője. Korábban a Discovery Channel csapatában, majd az Astanában segítette Lance Armstrongot, akinek jelenleg is csapattársa.